# Ö Eishockeyliga 2021/22
Die Ö Eishockeyliga (ÖEL) 2021/22 ist die erste Saison der dritthöchsten Spielklasse im österreichischen Eishockey unter diesem Namen. Damit wurde nach dem Scheitern der NAHL 2014 und der ÖEHL 2019 die Bemühungen um eine gesamtösterreichische Meisterschaft in der dritten Leistungsklasse wieder aufgenommen. Um den interessierten Vereinen entgegenzukommen, wurde die Liga in drei regionalen Gruppen ausgetragen, und erst das Playoff in kompakter Form (drei Runden mit Hin- und Rückspiel nach dem CHL-Modus) überregional ausgetragen. So konnten letztlich 16 Teams für die Teilnahme gewonnen werden. Die Saison begann am 2. Oktober 2021 und endete am 19. März 2022. Die Liga wird vom Österreichischen Eishockeyverband durchgeführt.

## Teilnehmer
| Gruppe West                                                                              | Gruppe Süd                                                                                      | Gruppe Nord-Ost                                                                        |
| ---------------------------------------------------------------------------------------- | ----------------------------------------------------------------------------------------------- | -------------------------------------------------------------------------------------- |
| - HC Innsbruck - HC Kufstein - SC Hohenems - WSG Wattens Penguins - EHC Crocodiles Kundl | - EC VSV - ESC Steindorf - EHC Hornets Spittal - 1. EHC Althofen - UECR Huben - Union-SC Velden | - UEHV Gmunden - EHV Zeltweg - ATSE Graz - Kapfenberger SV EHC - Wiener Eislauf-Verein |

## Modus
In der ersten Phase der Meisterschaft spielen die Teams gruppenintern. Die Gruppe Süd spielt mit sechs Teams eine Eineinhalbfachrunde (15 Spiele pro Mannschaft) zwischen dem 6. November 2021 und dem 10. Februar 2022. Die Gruppe Nord-Ost spielt mit fünf Teams eine Doppelrunde (16 Spiele pro Mannschaft) zwischen dem 2. Oktober 2021 und dem 5. Februar 2022. Die Gruppe West spielt mit ebenfalls fünf Teams eine Zweieinhalbfachrunde (20 Spiele pro Mannschaft) zwischen dem 15. Oktober 2021 und dem 10. Februar 2022. Einzelne Spiele konnten dabei wegen Regelungen infolge der Covid-Pandemie nicht ausgetragen werden. Die Spiele der Süd-Gruppe werden dabei zugleich für die höchste Spielklasse des Kärntner Verbandes gezählt, die AHC Division 1, in der im Februar und März 2022 auch eine von der ÖEL unabhängige Playoff um die Kärntner Meisterschaft ausgetragen wird.
Nach der Gruppenphase findet ein überregionales Playoff um den Meistertitel statt, für das sich je drei Teams aus der West- und der Nord-Ost-Gruppe sowie zwei Teams aus der Süd-Gruppe qualifizieren. Dabei kommt folgende Auslosung zur Anwendung:
- Semifinale 1: Sieger 2.Nord-Ost/2.West gegen Sieger 3.West/1.Süd
- Semifinale 2: Sieger 2.Süd/1.Nord-Ost gegen Sieger 3.Nord-Ost/1.West

Das Playoff wird in Hin- und Rückspiel ausgetragen, wobei das besser platzierte Team jeweils im Rückspiel Heimrecht hat. Die Aufsteiger ergeben sich aus dem Gesamtscore nach jeweils zwei Spielen (CHL-Modus).

## Hauptrunde

### Gruppe Süd
Erläuterungen: Qualifikation für die Play-offs
| Rang | Team                | SP | S | N | OTS | OTN | T  | GT | TVH | PKT |
| ---- | ------------------- | -- | - | - | --- | --- | -- | -- | --- | --- |
| 1    | 1.EHC Althofen      | 15 | 9 | 5 | 1   | 0   | 57 | 46 | +11 | 28  |
| 2    | USC Pirates Velden  | 15 | 8 | 4 | 1   | 2   | 67 | 49 | +18 | 28  |
| 3    | ESC Steindorf       | 15 | 9 | 6 | 0   | 0   | 75 | 63 | +12 | 27  |
| 4    | EC Spittal          | 15 | 5 | 8 | 2   | 0   | 55 | 61 | −6  | 19  |
| 5    | EC VSV II           | 15 | 6 | 9 | 0   | 0   | 54 | 66 | −12 | 18  |
| 6    | UECR Eisbären Huben | 15 | 4 | 9 | 1   | 1   | 55 | 78 | −23 | 15  |

Legende: Sp = Spiele, S = Siege, N = Niederlagen, OTS = Siege nach Verlängerung, OTN = Niederlage nach Verlängerung, T = Tore, GT = Gegentore, TVH = Torverhältnis, PKT = Punkte

### Gruppe Nord-Ost
Erläuterungen: Qualifikation für die Play-offs
| Rang | Team                    | SP | S  | N  | OTS | OTN | T  | GT | TVH | PKT |
| ---- | ----------------------- | -- | -- | -- | --- | --- | -- | -- | --- | --- |
| 1    | KSV Kängurus            | 16 | 12 | 2  | 1   | 1   | 79 | 48 | +31 | 39  |
| 2    | ATSE Graz               | 15 | 8  | 5  | 1   | 1   | 55 | 44 | +11 | 27  |
| 3    | UEHV Gmunden Sharks     | 16 | 6  | 7  | 2   | 1   | 60 | 68 | −8  | 23  |
| 4    | EV Zeltweg Murtal Lions | 13 | 4  | 8  | 0   | 1   | 51 | 57 | −6  | 13  |
| 5    | Wiener EV               | 14 | 2  | 10 | 1   | 1   | 41 | 69 | −28 | 9   |

Die nicht ausgetragenen Spiele wurden aufgrund von Covid-Regularien ersatzlos gestrichen.
Legende: Sp = Spiele, S = Siege, N = Niederlagen, OTS = Siege nach Verlängerung, OTN = Niederlage nach Verlängerung, T = Tore, GT = Gegentore, TVH = Torverhältnis, PKT = Punkte

### Gruppe West
Erläuterungen: Qualifikation für die Play-offs
| Rang | Team                           | SP | S  | N  | OTS | OTN | T   | GT  | TVH | PKT |
| ---- | ------------------------------ | -- | -- | -- | --- | --- | --- | --- | --- | --- |
| 1    | SC Samina Hohenems             | 19 | 16 | 0  | 3   | 0   | 120 | 25  | +95 | 46  |
| 2    | WSG Swarovski Wattens Pinguins | 19 | 10 | 5  | 0   | 4   | 72  | 49  | +23 | 26  |
| 3    | EHC Crocodiles Kundl           | 20 | 8  | 11 | 1   | 0   | 65  | 73  | −8  | 23  |
| 4    | HC Kufstein                    | 20 | 7  | 10 | 2   | 1   | 49  | 73  | −24 | 46  |
| 5    | HC TIWAG Innsbruck Die Haie II | 20 | 1  | 18 | 0   | 1   | 46  | 132 | −86 | 3   |

Das nicht ausgetragene Spiel wurde aufgrund von Covid-Regularien ersatzlos gestrichen.
Legende: Sp = Spiele, S = Siege, N = Niederlagen, OTS = Siege nach Verlängerung, OTN = Niederlage nach Verlängerung, T = Tore, GT = Gegentore, TVH = Torverhältnis, PKT = Punkte

## Play-offs

### Playoff-Baum
Das Playoff beginnend mit dem Viertelfinale wird mit Hin- und Rückspiel ausgetragen, die Aufsteiger ergeben sich aus dem Gesamtscore nach jeweils zwei Spielen. Bei Torgleichheit wird im Rückspiel eine Verlängerung und eventuell ein Penaltyschießen ausgetragen, mit dem die gesamte Serie entschieden wird.
Der Zweitplatzierte der Gruppe Süd, USC Velden Pirates, verzichtete auf eine Teilnahme an der ÖEL Playoff, dafür rückte der ESC Steindorf als Drittplatzierter nach.
| Viertelfinale | Viertelfinale        | Viertelfinale |    |                      | Halbfinale     | Halbfinale | Halbfinale |  |  | Finale | Finale | Finale |
|               |                      |               |    |                      |                |            |            |  |  |        |        |        |
| 2NO           | ATSE Graz            | 0             |    |                      |                |            |            |  |  |        |        |        |
| 2W            | WSG Wattens Pinguins | 7             |    |                      |                |            |            |  |  |        |        |        |
|               |                      |               | 1S | WSG Wattens Pinguins | 5              |            |            |  |  |        |        |        |
|               |                      |               |    | 2W                   | 1.EHC Althofen | 4          |            |  |  |        |        |        |
| 3W            | EHC Crocodiles Kundl | 8             |    |                      |                |            |            |  |  |        |        |        |
| 1S            | 1.EHC Althofen       | 12            |    |                      |                |            |            |  |  |        |        |        |
|               |                      |               | 1S | WSG Wattens Pinguins | 6              |            |            |  |  |        |        |        |
|               |                      |               |    | 1W                   | KSV Kängurus   | 3          |            |  |  |        |        |        |
| 3S            | ESC Steindorf        | 9             |    |                      |                |            |            |  |  |        |        |        |
| 1NO           | KSV Kängurus         | 12            |    |                      |                |            |            |  |  |        |        |        |
|               |                      |               | 1W | KSV Kängurus         | 11             |            |            |  |  |        |        |        |
|               |                      |               |    | 1NO                  | SC Hohenems    | 5          |            |  |  |        |        |        |
| 3NO           | UEHV Gmunden Sharks  | 6             |    |                      |                |            |            |  |  |        |        |        |
| 1W            | SC Hohenems          | 13            |    |                      |                |            |            |  |  |        |        |        |
|               |                      |               |    |                      |                |            |            |  |  |        |        |        |

### Viertelfinale
Das Viertelfinale wurde am 12. und 19. Februar 2022 ausgetragen.
|                                       | Hinspiel               | Rückspiel         | Gesamtscore |
| ------------------------------------- | ---------------------- | ----------------- | ----------- |
| ATSE Graz – WSG Wattens Pinguins      | abgesagt (wegen Covid) | 0:7 (0:0,0:4,0:3) | 0:7         |
| EHC Crocodiles Kundl – 1.EHC Althofen | 6:5 (2:2,2:2,2:1)      | 2:7 (1:1,1:2,0:4) | 8:12        |
| ESC Steindorf – KSV Kängurus          | 2:7 (1:4,1:1,0:2)      | 7:5 (4:0,0:2,3:3) | 9:12        |
| UEHV Gmunden Sharks – SC Hohenems     | 2:6 (1:2,1:2,0:2)      | 4:7 (0:5,2:0,2:2) | 6:13        |

### Halbfinale
Das Halbfinale wurde am 26. Februar und 5. März 2022 ausgetragen.
|                                       | Hinspiel          | Rückspiel                   | Gesamtscore |
| ------------------------------------- | ----------------- | --------------------------- | ----------- |
| WSG Wattens Pinguins – 1.EHC Althofen | 3:0 (0:0,1:0,2:0) | 2:4 n. V. (0:2,0:1,1:1,1:0) | 5:4         |
| KSV Kängurus – SC Hohenems            | 7:4 (3:1,2:1,2:2) | 4:1 (1:0,0:0,3:1)           | 11:5        |

### Finale
Das Finale wird am 12. und 19. März 2022 ausgetragen.
|                                     | Hinspiel          | Rückspiel         | Gesamtscore |
| ----------------------------------- | ----------------- | ----------------- | ----------- |
| WSG Wattens Pinguins – KSV Kängurus | 2:2 (0:0,2:0,0:2) | 4:1 (3:0,0:1,1:0) | 6:3         |